# 生島翔
生島 翔（いくしま しょう、1985年7月28日 - ）は、日本のコンテンポラリーダンサー・俳優・振付家、プロデューサーである。東京都出身で、FIRST AGENTに所属する。株式会社034productions代表取締役。京都大学大学院工学研究科都市社会工学専攻研究生。父はフリーアナウンサーの生島ヒロシ、兄は俳優の生島勇輝（FIRST AGENT所属）、叔父はスポーツライターの生島淳である。

## 来歴・人物
フリーアナウンサー生島ヒロシの次男として生まれる。
暁星中学を卒業後、15歳からアメリカ・カルフォルニア州にある寄宿舎制の芸術高校アイディルワイルド・アーツ・アカデミーに単身留学した。英語は全く話せない状態での渡米だったが、ダンスを専攻する。
高校を卒業後、ニューヨーク大学・ティッシュ・スクールオブジアーツに進学し、3年間で卒業した。
大学卒業後、アメリカでO-1アーティストビザを取得してダンサーとして活動する。ニューヨークを拠点にPalissimo やBrian Brooks Moving Companyといったダンスカンパニーに出演し、振付家としても活動を始める。俳優としてJohn Strasbergに師事する。
2009年に、奨学金のインポルスタンツ・ダンスウェブ・スカラシップを日本代表として得て、ImpulsTanz Festivalで各国の選出メンバーと過ごす。
その後、ドイツ・カッセル州立劇場 (Staattheater Kassel) とソリストとして契約して活動拠点をドイツに移す。
2010年に帰国し、ダンサーを続けながら俳優としてミュージカルや舞台、ドラマ、映画にも出演しながらラジオ番組パーソナリティーなどマルチに活動を開始する。
2011年、東日本大震災（東北地方太平洋沖地震）をきっかけに、宮城県気仙沼市を中心に東北地方で復興支援活動を始める。堤幸彦の監督作品・東日本大震災ドキュメンタリーシリーズ『Kesennuma, Voices.』に出演。
2018年、アメリカ映画『Darc/ダーク』の影山茂役をオーディションで勝ち取り準主役として出演。エミー賞受賞のArmand Assanteや、日本人キャストでは椎名桔平や渡辺哲らと共演する。
2019年9月、日本舞踊花柳流の名取試験に合格して花柳楽瞬（はなやぎ・らくしゅん）となる。
2020年、主演予定だったアメリカ短編映画『RESCUED』が新型コロナウイルスの影響で製作中止となる。
2021年8月、アーツカウンシル東京助成のTokyo Tokyo FESTIVALの海外共同制作事業に採択され、日本とドイツとのダンスフィルムコラボレーション企画『new normal』をプロデュース。日本の作品『Trinity』で堤幸彦とタッグを組み、本人はプロデュース・振付を担当し、主演を務める。また、同作品はチリのSFAAF(South Film and Arts Academy Festival)にてBest Art Movie賞を含め６部門にて受賞、生島もBest Art Direction賞を受賞している。また、Los Angels Asian Film AwardsのCreative Eye部門にもノミネートされている。
2022年4月から京都大学大学院工学研究科都市社会工学専攻の研究員となる。また、IATSS(国際交通安全学会)の特別研究員も務めている。

## 出演作品

### テレビドラマ
- 金曜プレステージ「山村美紗サスペンス 小京都連続殺人事件〜スパイスは復讐の味〜」（2012年5月4日、フジテレビ） - 辻原 役
- Kesennuma, Voices. 東日本大震災復興特別企画〜堤幸彦の記録〜（2012年3月11日、CS TBSチャンネル）
  - Kesennuma, Voices.2 東日本大震災復興特別企画〜2012 堤幸彦の記録〜（2013年3月11日、CS TBSチャンネル）
  - Kesennuma, Voices.3 東日本大震災復興特別企画〜2013 堤幸彦の記録〜（2014年3月11日、CS TBSチャンネル）
  - Kesennuma, Voices.4 東日本大震災復興特別企画〜2014 堤幸彦の記録〜（2014年3月11日、CS TBSチャンネル）
  - Kesennuma, Voices.5 東日本大震災復興特別企画〜2015 堤幸彦の記録〜（2015年3月11日、CS TBSチャンネル）
  - Kesennuma, Voices.6 東日本大震災復興特別企画〜2016 堤幸彦の記録〜（2016年3月11日、CS TBSチャンネル）
  - Kesennuma, Voices.7 東日本大震災復興特別企画〜2017 堤幸彦の記録〜（2017年3月11日、CS TBSチャンネル）
- 35歳の高校生（2013年4月13日 - 6月22日、日本テレビ） - 樋口浩一 役
- リッチマン、プアウーマンSP（2013年4月1日、フジテレビ） - 樋口 役
- 撃てない警官 第2話（2016年01月17日、WOWOW） - 制服警官・渡辺 役
- 大岡越前3 第5話（2016年02月05日、NHK BSプレミアム）
- ドラマレジェンドソング 赤いスイートピー （2016年03月12日、BSジャパン） - 菅原和樹 役
- 男と女のミステリー時代劇 第八話「宿場の大盗」（2016年07月12日、BSジャパン） - 栄三郎 役
- きみはペット（2017年2月 - 3月、フジテレビオンデマンド・フジテレビ） - 海野渉 役
- 犯罪症候群 Season1 第1話 - 第3話（2017年4月8日 - 4月22日、東海テレビ・フジテレビ系） - 後藤俊和 役
- 東京アリス（2017年08月25日配信スタート、全12話、Amazonプライム・ビデオ） - 和久井亮 役
- 水戸黄門 第4話（2017年10月25日、BS-TBS） - 山西数馬 役[11]
- 監査役 野崎修平 第5話 - 最終話（2018年2月11日 - 3月4日、WOWOW） - 佐藤剛士 役
  - 頭取 野崎修平 第4話・最終話（2020年2月9日・16日）
- 金曜プレミアム・政治の面白いトコロ集めました。加藤浩次vs政治家 再現ドラマ（2018年3月23日、フジテレビ）
- ドロ刑 -警視庁捜査三課-（2018年10月13日 - 12月15日、日本テレビ） - 宵町時雄 役[12]
- 下町ロケット（2018年10月14日 - 12月23日・2019年1月2日、TBS） - 亀井誠司 役
- SUITS/スーツ 最終話（2018年12月17日、フジテレビ） - 曽我部一也 役[13]
- 絶叫 第1話・最終話（2019年3月24日・4月14日、WOWOW） - 吉岡達也 役
- ミラー・ツインズ Season1 第6話・第7話（2019年5月12日・19日、東海テレビ・フジテレビ系） - 水野刑事 役
- ストロベリーナイト・サーガ 第10話（2019年6月13日、フジテレビ） - 大竹慎吾 役
- ピュア!〜一日アイドル署長の事件簿〜 第1話・第2話（2019年8月13日・14日、NHK総合） - 見張りの警官 役（第1話） / ダンス振付（第2話）
- Heaven? 〜ご苦楽レストラン〜 第7話（2019年8月20日、TBS） - 久世光代（若年期）のボーイフレンド 役
- 刑事7人 第7話（2019年8月28日、テレビ朝日） - 松永修一 役
- 70才、初めて産みますセブンティウイザン。 第2話（2020年4月12日、NHK BSプレミアム） - 内科医 役

### 映画
- 闇金ウシジマくん Part2（2014年5月16日、東宝映像事業部 / S・D・P） - 颯（はやて）役
- 悼む人（2015年2月14日、東映） - 高久保英剛 役
- 関ヶ原（2017年8月26日、東宝 / アスミック・エース） - 宇喜多秀家 役[14]
- Darc/ダーク（英語版）（2018年5月1日、Netflix） - 影山茂 役[5]
- ヲタクに恋は難しい（2020年2月7日、東宝） - ダンサー出演
- クロスポイント（2025年5月24日、キョウタス） - アソウ 役[15]

### オリジナルビデオ
- 組長への道 餓鬼極道シリーズ（オールインエンタテインメント） - 細川健司 役（第1作・第2作は中村龍介とダブル主演）
  - 1（2019年1月25日DVDリリース）
  - 2（2019年2月25日DVDリリース）
  - 3（2019年3月25日DVDリリース）
  - 4（2019年4月25日DVDリリース）

### ネット配信
- SPECサーガ黎明篇「サトリの恋」（2018年9月28日 - 11月2日、Paravi） - リハビリ師 役

### ラジオ
- 生島翔のHello えるも〜る烏山（2011年、FM世田谷） - メインパーソナリティー
- Happy Hour（2013年、ラジオ日経_第2）
- Dance Dance Dance（2014年1月3日 - 、FM横浜〔毎週金曜 深夜24:30 - 25:00〕） - メインパーソナリティー[16]
- Clippin’ Japan（2014年 - 、JFN系列〔毎週日曜 8:30 - 9:00 他〕） - メインパーソナリティー

### CM
- サッポロビール（2021年） - アメリカ・カナダで放送[17]

### 舞台・ミュージカル
- PRIDE－プライド－（脚本・演出：藤森一朗 / 2013年、新国立劇場） - 島袋太樹 役
- MOTHER（脚本・演出：藤森一朗 / 2013年、新国立劇場） - 穴井利夫 役
  - MOTHER（脚本/演出：藤森一朗 / 2014年9月19日 - 21日、新国立劇場） - 穴井利夫 役
- 12 Angry Man〜十二人の怒れる男〜（演出：小野田良 / 2014年4月11日 - 15日、高田馬場RABINEST） - 第7号 役
- ミュージカル ヴェローナの二紳士（演出：宮本亜門 / 2014年12月7日 - 28日、日生劇場） - ミラノ市民・老婆・鶏　役
- 十二夜（演出：ジョン・ケアード / 2015年3月8日 - 30日、日生劇場） - 役人2役
- 超緊急特別番組（演出：祷あきら / 2016年6月7日 - 6月12日、ポケットスクエア　劇場MOMO） - 藤田醍醐　役
- ミステリーナイト2017〜そしてAの姿も消えた〜（演出：早船聡 / 2017年） - 印南哲也　役
- 人類史（作・演出：谷賢一 / 2020年、KAAT神奈川芸術劇場） - 歴史学者オーラン 役[18]

### ダンス
- Colbert Report （2007年、Comedy Central、総合プロデューサー: Matt Lappin）
- An Issue of Trust(映画) （2007年 監督: Allison Fischer）クライド　役
- Pinata（2008年 会場: Dance Theatre Workshop (NY, USA)　振付: Brian Brooks
- JumpCut（2008年、Dance New Amsterdam Theater (NY, USA)　振付：Keith Thompson
- Transformers（2009年、MuseumsQuartier（Vienna, Austria）振付:Eszter Salamon and Christine De Smidt
- Bear Girl King（2009年、Staatstheater Kassel (Hessen, Germany)　振付: Yossi Berg and Oded Graf
- reinhardswald  2009年、Staatstheater Kassel (Hessen, Germany)　振付・ 芸術監督: Johannes Wieland
- Weddings and Beheadings（2009年、Ailey Citigroup Theaters (NY, USA)　振付: Pavel Zustiak
- Rapid Still（2009年、Symphony Space (NY, USA)　振付:Brian Brooks
- Game/Plan（2010年、TIF State Theater Kassel (Hessen, Germany)　振付・出演
- Surfin' Safari（2010年、アサヒアートスクエアー（Tokyo, Japan）　振付・出演
- Catcher（2010年、Staatstheater Kassel (Hessen, Germany)　振付・ 芸術監督: Johannes Wieland
- CMND@（2011年、アサヒアートスクエアー（Tokyo, Japan）振付・出演
- 2012 グループス MLB開幕戦 シアトル・マリナーズ VS オークランド・アスレチックス』（2012年、東京ドーム）
- プロ野球開幕戦　巨人－ヤクルト戦  2012年（2012年、東京ドーム）
- 真・奇想科学世界ダンサーボーイ（2013年、鳥の芸術劇場、仙台メディアテーク、京都芸術センター、アサヒアートスクエアー）振付・出演
- VENEローンチイベント（2016年）振付・出演
- inner screaming（2016年）振付・出演
- 僕は磁石なんて信じない（2016年、金沢21世紀美術館 シアター21）
- SEESAW（2018年2月9日 - 2月11日、シアタートラム）演出 : タグチヒトシ（GRINDER-MAN）振付：伊豆牧子（GRINDER-MAN）

### イベント・その他
- Tokyo EYE（2011年、NHK World） - レポーター
- 大!天才てれびくん（2013年、NHK教育） - 織田信長 役
- アジア太平洋ダンス選手権大会（2013年、BS-TBS） - インタビュアー
- 習いに行くぜ!東北へ!（2013年 - 2014年）
- 三陸国際芸術祭（2014年8月） - 企画・制作
- 新日本キックボクシング協会リングアナウンサー